# Isa Munayev
Isa Akhyadovich Munayev (20 de mayo de 1965 - 1 de febrero de 2015) fue un comandante militar checheno que luchó por la independencia de la República Chechena de Ichkeria de Rusia hasta que fue obligado a exiliarse en Europa en el 2004. Murió en una acción mientras defendía la ciudad de Debáltseve de los independentistas prorrusos el 1 de febrero de 2015.

## Biografía
Munayev fue oficial de policía en la capital chechena de Grozni antes de la primera guerra chechena con Rusia. Al comienzo de la segunda guerra chechena, en 1999, el líder checheno, Aslán Masjádov, lo eligió como un comandante militar de Grozni. 
Durante la Batalla de Grozni, Munayev organizó emboscadas y detonó numerosas bombas contra las fuerzas rusas. En octubre de 2000, las autoridades rusas informaron de que había sido asesinado cuando un grupo de rebeldes intentaban hacer explotar un camión militar.
Murió en la Batalla de Debáltseve el 1 de febrero de 2015, a los 49 años de edad.